# Debbie Knox
Debbie Knox, właśc. Deborah Knox (ur. 26 września 1968 w Dunfermline)) – szkocka curlerka, zdobywczyni złotego medalu podczas Zimowych Igrzysk Olimpijskich 2002 w Salt Lake City.

## Życiorys
Knox występowała na Zimowych Igrzyskach Olimpijskich 1992 oraz 1994, kiedy curling był dyscypliną pokazową. Podczas igrzysk w 2002 roku zdobyła złoty medal w drużynie Rhony Martin. Początkowo Knox miała być jedynie rezerwową, jednak tuż przed rozpoczęciem igrzysk zmieniono jej rolę na trzecią. Reprezentowała kraj również na Igrzyskach w Turynie, które drużyna ukończyła na 5. miejscu.
Za osiągnięcia sportowe została w 2002 roku uhonorowana Orderem Imperium Brytyjskiego w stopniu Kawalera.